# Telia Sverige
Telia Sverige AB er et internationalt teleselskab, der i Danmark primært udbyder mobiltelefonabonnementer, fastnetabonnementer, internetabonnementer og kabel-tv. Telia er en del af den svensk-finske TeliaSonera-koncern, som er fusion mellem de tidligere statsejede teleselskaber Telia i Sverige og Sonera i Finland.. Telia i Danmark har hovedkontor på Amager .
Telia etablerede sig på det danske marked i februar 1995 og var således et af de første teleselskaber, som var med til at bryde TDCs mangeårige monopol . I 1996 udbygges den danske forretning med fastnettelefoni. I første omgang sker det ved at tilbyde billigere telefoni ved at taste forvalgskoden 1010 før nummeret, men allerede i 1997 tilbydes egentlige fastnetabonnementer. I 1996 køber Telia landets næststørste leverandør af kabel-tv, Stofa, der har eksisteret siden 1959. Selskabet omdøbes til Telia Stofa A/S, og har i dag omkring 600.000 kunder. Stofa blev i sommeren 2010 solgt fra til svenske Ratos.
I 1998 vandt Telia en licens til at drive GSM 1800-mobilnet i Danmark. Positionen på mobilmarkedet udbygges, da selskabet i 2001 tilmed får en GSM 900-licens. I 2002 får selskabet endvidere en UMTS-licens, som er nødvendig for at kunne udbyde 3G-mobiltelefoni.
I juli 2005 købte Telia teleselskabet Orange for ca. 4,5 mia. kr . Telia er i dag nummer tre på det danske telemarked (Februar 2010), efter Telenor, og nummer et TDC. Der var siden opkøbet af Orange en tæt kamp om andenpladsen mellem Sonofon og Telia, indtil Telia i februar måned 2007 cementerede positionen med opkøbet af lavprisselskabet Debitel, som derefter ændrede navn til Call me.
Både på mobil- og bredbåndsområdet er Telia den andenstørste operatør i Danmark. Selskabet har 1.119.127 mobilkunder, svarende til 19,9% af mobilmarkedet samt 166.000 bredbåndskunder, svarende til 10,4% af markedet for bredbånd.
Telia i Danmark beskæftiger cirka 1000 medarbejdere.
I 2008 blev Telia udsat for kritik for deres abonnement tilhørende iPhone 3G på det danske marked hvor de havde enerettighedder. Telefonen blev dog stadig udsolgt inden for 2 dage, hvorefter kritikken skiftede over på manglende services frem for abonnementets høje pris..
I december 2014 blev det annonceret, at virksomheden ville blive slået sammen med Telenor i et nyt selskab med omkring 3,5 mio. kunder og markedsandel på ca. 40 %.